# Β-Alanindiessigsäure
β-Alanindiessigsäure bzw. β-ADA (β-Alanindiacetat), das Trianion der N-(2-Carboxyethyl)iminodiessigsäure, ist ein vierzähniger Komplexbildner, der stabile 1:1-Chelatkomplexe mit Kationen mit einer Ladungszahl von mindestens +2, z. B. den „Wasserhärtebildnern“ Ca2+ oder Mg2+ bildet. β-Alanindiessigsäure ist  nicht zu verwechseln mit α-Alanindiessigsäure, auch Methylglycindiessigsäure (MGDA) oder α-ADA genannt, deren Erdalkali- und Schwermetallkomplexe wie die der homologen β-ADA, aber im Gegensatz zu Chelatkomplexen mit herkömmlichen Komplexbildnern, wie z. B. EDTA, bioabbaubar sind.

## Darstellung
Die erste Synthese von β-Alanindiessigsäure aus β-Alanin und Monochloressigsäure wurde 1949 von Gerold Schwarzenbach berichtet.
Mit β-Alanin als Edukt liefert die zweifache Cyanmethylierung mit Formaldehyd und Alkalicyaniden und Hydrolyse der intermediär entstehenden Bis-methylcyanide und anschließendem Ansäuern mit Mineralsäuren β-ADA in Ausbeuten von lediglich 80 %, aber sehr hoher Reinheit von 99,8 %.
Die Cyanethylierung von Iminodiessigsäure mit Acrylnitril liefert im Sinne einer Michael-Addition die Cyanoethylverbindung, die nach alkalischer Hydrolyse und Ansäuern in einer Gesamtausbeute von 93,6 % und Reinheit von 99,9 % β-ADA ergibt.
Bei der analogen Reaktion mit Acrylsäureestern werden nach Ansäuern 99,9%ige β-ADA in einer Gesamtausbeute von 97,6 % erhalten.
Die direkteste Route verläuft über die Michael-Addition von Acrylsäure an Iminodiessigsäure, die das Trinatriumsalz von β-ADA in 97%iger Ausbeute und 99,2%iger Reinheit erzeugt. Die Umsetzung zur β-Alanindiessigsäure ist in dieser Patentschrift nicht beschrieben.
Der wirtschaftlich günstigste Syntheseweg geht von Iminodiessigsäure aus, die durch Oxidation von Diethanolamin einfach zugänglich ist und als Schlüsselrohstoff für das Herbizid Glyphosat dient.

## Eigenschaften
β-Alanindiessigsäure ist ein farbloser Feststoff, der sich in Kläranlagensimulationen als sehr gut abbaubar (98 % nach acht Wochen) zeigte und als außerordentlich wenig toxisch erwies. An anderer Stelle wird auf die schlechte mikrobielle Abbaubarkeit und Adsorbierbarkeit von β-ADA hingewiesen. Die widersprüchliche Bewertung der Abbaubarkeit von β-ADA, die im Vergleich zur (schnell bioabbaubaren) Methylglycindiessigsäure (MGDA, Trilon M) schwächere Komplexbildung und die geringere Stabilität in weiten Temperatur- und pH-Bereichen haben wesentlich zum Durchbruch von MGDA als geeignetsten Ersatzstoff für EDTA beigetragen.

## Verwendung
Wie andere Komplexbildner aus der Stoffklasse der Aminopolycarbonsäuren findet β-Alanindiessigsäure aufgrund ihrer Fähigkeit zur Bildung stabiler Chelatkomplexe mit mehrwertigen Ionen, insbesondere den Wasserhärtebildnern Ca2+ und Mg2+, sowie von Übergangs- und Schwermetallenionen, wie Fe3+, Mn2+, Cu2+ usw. Verwendung in der Wasserenthärtung, in Wasch- und Reinigungsmitteln, in Galvanik, Kosmetik, Papier- und Textilherstellung.